# Heinz Bühler (Musiker)
Heinz Bühler (* 6. August 1941 in Thalwil; † 19. Januar 2020) war ein Schweizer Jazzmusiker (Trompete).

## Leben und Wirken
Bühler begann mit 14 Jahren die Trompete zu spielen. Erste Plattenaufnahmen machte er bereits als 17-Jähriger mit dem St. Josephs Advertising Artists Orchestra und dem Robert Frei Quartet. Zwischen 1956 und 1959 gehörte er mit den Brüdern Hans (Bass), Ueli (Piano) und Ernst Gerber (Saxophon) zur teachers training college band. Während des Studiums spielte er zwischen 1960 und 1964 bei The Nameless in Zürich; mit dieser Studentenformation kam es 1961 zu einer Plattenproduktion (auf eigenem Label). Weiterhin gehörte er von 1962 bis 1969 zu den Harlem Ramblers, die wöchentlich im Zürcher Jazz-Café Africana auftraten, später dann in der Casa Bar. Mehrfach wurde er auf dem Jazz Festival Zürich zwischen 1963 und 1967 als bester «Trompeter im alten Stil» ausgezeichnet.
1969 war Bühler Mitbegründer der New Harlem Ramblers, die auch Konzerte mit Albert Nicholas, Bill Coleman, Henri Chaix oder Benny Waters gaben. Mit der aktuell noch bestehenden Band, die auch beim Warschauer Jazz Jamboree auftrat, spielte er Alben wie 1988 Ain’t She Sweet! für Elite und 1994 As Time Goes by ein. Seit 1988 gehörte er zudem zu Buddha’s Gamblers, mit denen er mehrere Alben veröffentlichte und 2002 beim Internationalen Dixieland Festival Dresden auftrat.
2012 löste er Hans Zurbrügg als Trompeter bei der Wolverines Jazz Band of Bern ab; seit 2016 gehörte er auch zu den Bauchnuschti Stompers. Er ist auch auf Alben der Old Rivertown Jazz Band und auf einer Fernsehproduktion mit der Black Forest Jazz Band 2001 für den SWR zu erleben.